# Премия «Грэмми» за лучшее поп-исполнение дуэтом или группой
«Грэмми» в номинации «Лучшее поп-исполнение дуэтом или группой» присуждается с 2012 года. Ежегодно Национальная академия искусства и науки звукозаписи США выбирает несколько претендентов за «художественные достижения, техническое мастерство и значительный вклад в развитие звукозаписи без учёта продаж альбома (сингла) и его позиции в чартах».
Категория была создана в 2012 году и объединила в себе три предыдущие номинации: «Лучшее совместное вокальное поп-исполнение» и «Лучшее вокальное поп-исполнение дуэтом или группой». Реструктуризация этих категорий была желанием Национальной Академии уменьшить список категорий и устранить барьер в номинациях между дуэтами и группами.

## Лауреаты
| Год[I] | Исполнитель/Исполнители                   | Произведение                   | Номинанты | Прим.  |
| ------ | ----------------------------------------- | ------------------------------ | --- | ------ |
| 2012   | Тони Беннетт и Эми Уайнхаус               | Body and Soul                  | - Maroon 5 и Кристина Агилера — «Moves Like Jagger» | [ 2 ]  |
| 2013   | Готье при участии Кимбра                  | «Somebody That I Used to Know» | - Maroon 5 и Уиз Халифа — «Payphone» | [ 3 ]  |
| 2014   | Daft Punk, Фаррелл Уильямс и Найл Роджерс | «Get Lucky»                    | - Пинк и Нейт Рюсс — «Just Give Me a Reason» - Рианна и Микки Экко — «Stay» - Робин Тик, T.I. и Фаррелл Уильямс — «Blurred Lines» - Джастин Тимберлейк и Jay Z — «Suit & Tie»                                              | [ 4 ]  |
| 2015   | A Great Big World и Кристина Агилера      | «Say Something»                | - Игги Азалия при участии Charli XCX — «Fancy» - Coldplay — «A Sky Full of Stars» - Джесси Джей, Ariana Grande и Ники Минаж — «Bang Bang» - Кэти Перри совместно с Juicy J — «Dark Horse»                                  | [ 5 ]  |
| 2016   | Марк Ронсон при участии Бруно Марса       | «Uptown Funk»                  | - Уиз Халифа совместно с Чарли Путом — «See You Again» | [ 6 ]  |
| 2017   | Twenty One Pilots                         | «Stressed Out»                 | - Сия при участии Шоном Полом — «Cheap Thrills» | [ 7 ]  |
| 2018   | Portugal. The Man                         | «Feel It Still»                | - Zedd и Алессия Кара — «Stay» | [ 8 ]  |
| 2019   | Леди Гага & Брэдли Купер                  | «Shallow»                      | - Zedd, Марен Моррис и Grey — «The Middle» | [ 9 ]  |
| 2020   | Lil Nas X при участии Билли Рэй Сайруса   | «Old Town Road»                | - Ариана Гранде & Social House - «Boyfriend» - Jonas Brothers - «Sucker» - Post Malone & Swae Lee - «Sunflower» - Шон Мендес & Камила Кабельо - «Señorita»                                                                 | [ 10 ] |
| 2021   | Lady Gaga совместно с Арианой Гранде      | «Rain On Me»                   | - J Balvin, Дуа Липа, Bad Bunny & Tainy - Un Dia (One Day) - Джастин Бибер при участии Quavo - Intentions - BTS - Dynamite - Леди Гага & Ариана Гранде - Rain On Me - Тейлор Свифт при участии Bon Iver - Exile            | [ 11 ] |
| 2022   | Doja Cat при участии SZA                  | «Kiss Me More»                 | - Тони Беннетт и Леди Гага - I Get a Kick Out of You - Джастин Бибер и Бенни Бланко - Lonely - BTS - Butter - Coldplay - Higher Power                                                                                      | [ 12 ] |
| 2023   | Сэм Смит и Ким Петрас                     | «Unholy»                       | - ABBA - Don’t Shut Me Down - Камила Кабельо при участии Эда Ширана - Bam Bam - Coldplay и BTS - My Universe - Post Malone при участии Doja Cat- I Like You (A Happier Song)                                               | [ 13 ] |
| 2024   | SZA при участии Фиби Бриджерс             | «Ghost in the Machine»         | - Лана Дель Рей при участии Джона Батиста - Candy Necklace - Майли Сайрус при участии Брэнди Карлайл - Thousand Miles - Labrinth при участии Билли Айлиш - Never Felt So Alone - Тейлор Свифт при участии Ice Spice- Karma | [ 14 ] |
| 2025   | Леди Гага и Бруно Марс                    | «Die with a Smile»             | - Грэйси Абрамс при участии Тейлор Свифт - Us - Бейонсе при участии Post Malone - Levii's Jeans - Charli XCX при участии Билли Айлиш - Guess - Ариана Гранде совместно с Брэнди и Моника- The Boy Is Mine                  | [ 15 ] |

↑  Ссылка на церемонию «Грэмми», прошедшую в этот год.